# Philipp Schumacher (Maler)

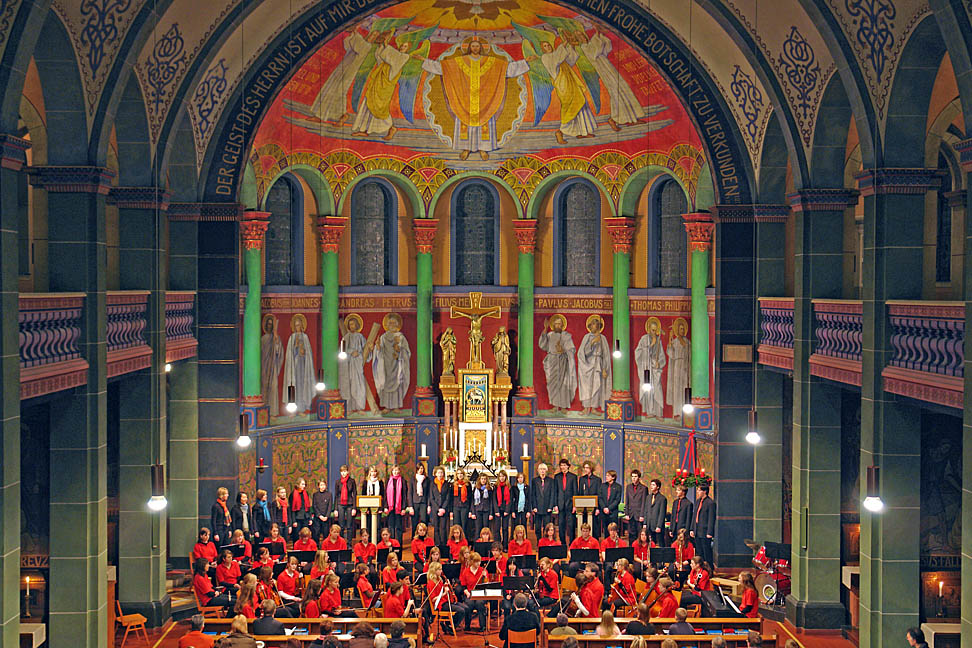
Kirche, Gymnasium St. Xaver, Bad Driburg. Ausgemalt 1929–1930

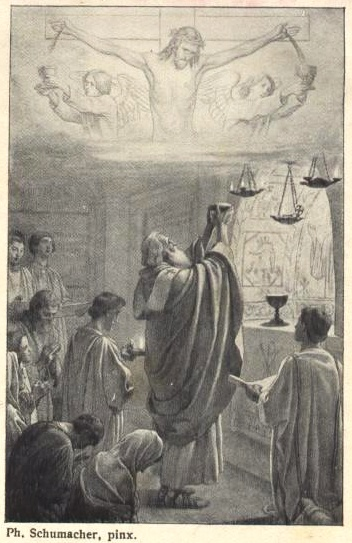
Philipp Schumacher: Messe in den Katakomben (Andachtsbildchen, verausgabt vom Erzbistum München-Freising, 1915)

Philipp Schumacher (* 20. Mai 1866 in Innsbruck; † 21. Oktober 1940 in München) war ein österreichischer Kunstmaler, der als später Nazarener gilt.

Von Schumacher erstellte Federzeichnung auf der Rückseite eines Briefkuverts, Wien, 1887

## Leben und Wirken
Er war der Sohn des Bozener Kreisgerichtspräsidenten Karl Schumacher (1822–1873) und Bruder des österreichischen Nationalratsabgeordneten Franz Schumacher (1861–1939). Philipp Schumacher erhielt 1888 bis 1895 eine Ausbildung an der Wiener Akademie, wo er die Meisterklasse des Nazarenernachfolgers Josef Mathias Trenkwald (1824–1897) besuchte. Anschließend arbeitete er in Rom, bis er 1900 nach Berlin und 1906 nach München zog. Schon 1899 erhielt er den Illustrationsauftrag für das 3-bändige Monumentalwerk Die Katholische Kirche unserer Zeit und ihre Diener in Wort und Bild, das die Österreichische Leo-Gesellschaft unter Mitwirkung des römischen Prälaten Anton de Waal und des ebenfalls dort ansässigen Historikers Paul Maria Baumgarten publizierte. Bekannt wurde Schumacher auch durch je fünfzig Aquarelle für das Bilderwerk das Leben Jesu (1902) und das Leben Mariä (1910). Hierauf erreichten ihn Aufträge für Altarblätter, Kreuzwege und Kirchenausmalungen. Beispielsweise malte er 1929–1930 die Kirche des Gymnasiums St. Xaver (Bad Driburg) aus. Weitere Aufträge übernahm er in Berlin, Altötting, Paderborn und Euchen.
In München gab es eine Reihe von Werken, die weitgehend zerstört wurden: Altarbild in der Clemenskirche, Kreuzweg in der Christkönigskirche und das Kriegergedächtnisbild in der Wolfgangskirche. In seiner Heimat Tirol gibt es nur wenige Schöpfungen von ihm, etwa den Marienzyklus in der Pfarrkirche Weerberg, die Fassadenfresken am Gschwendterhof in Thaur und das Fassadenmosaik an der Innsbrucker Dreiheiligenkirche. Für die Berliner Kirche St. Matthias malte er die 14 Kreuzwegstationen auf Kupfertafeln. Vier dieser Tafeln wurden im Zweiten Weltkrieg zerstört und danach im selben Stil ergänzt.
Er war Mitglied der Deutschen Gesellschaft für christliche Kunst und der Münchner Künstlergenossenschaft. Zu seinem 60. Geburtstag zeichnete Papst Pius XI. den Künstler 1926 mit dem Ritterkreuz des Gregoriusordens aus.
Große Popularität erreichte Philipp Schumacher auch über den Tod hinaus durch seine Illustrationen in Schulbibeln und Katechismen, besonders in der über Jahrzehnte hinweg verausgabten Schulbibel von Jakob Ecker. Eine seiner Passionskrippen wurde als Ausschneidebogen ab 2004 wieder neu aufgelegt.
Ab 1885 war er Mitglied der katholischen Studentenverbindung AV Austria Innsbruck. Später wurde er noch Mitglied der KaV Norica Wien, der KÖHV Carolina Graz und der K.D.St.V. Moenania München.

## Galerie

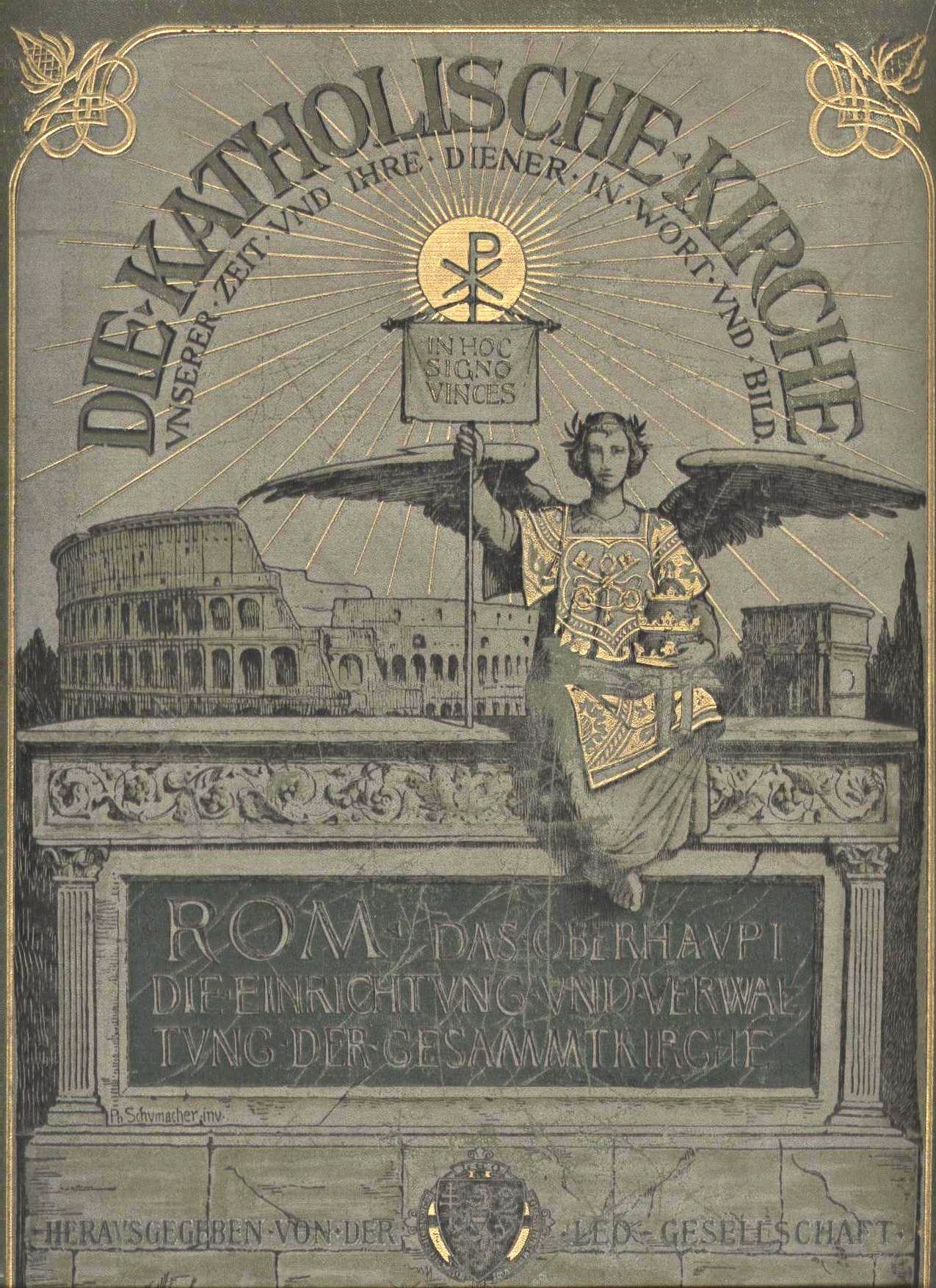
Bucheinband Die Katholische Kirche unserer Zeit, mit Künstlersignatur, 1899
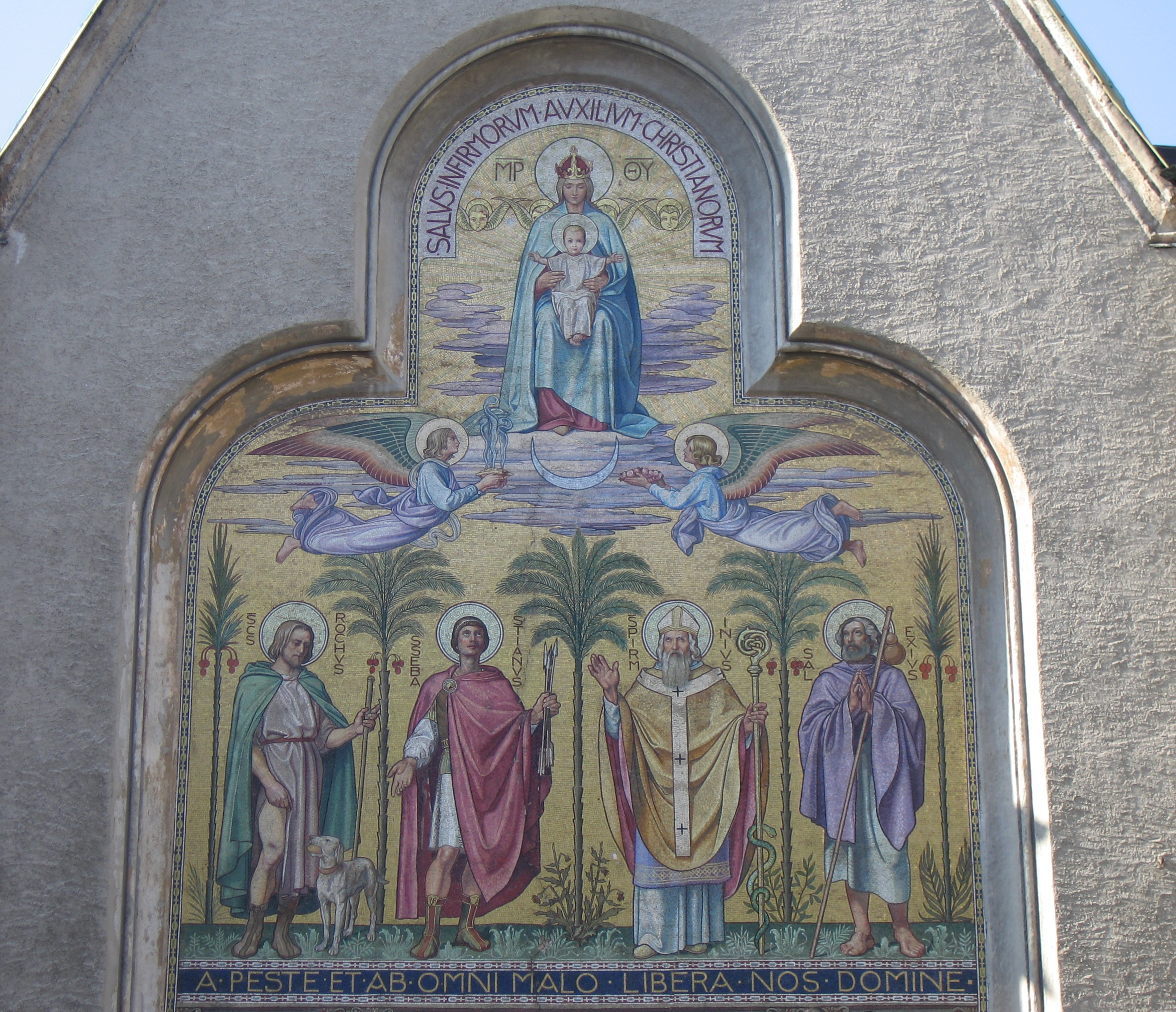
Fassadenmosaik an der Innsbrucker Dreiheiligenkirche, 1900
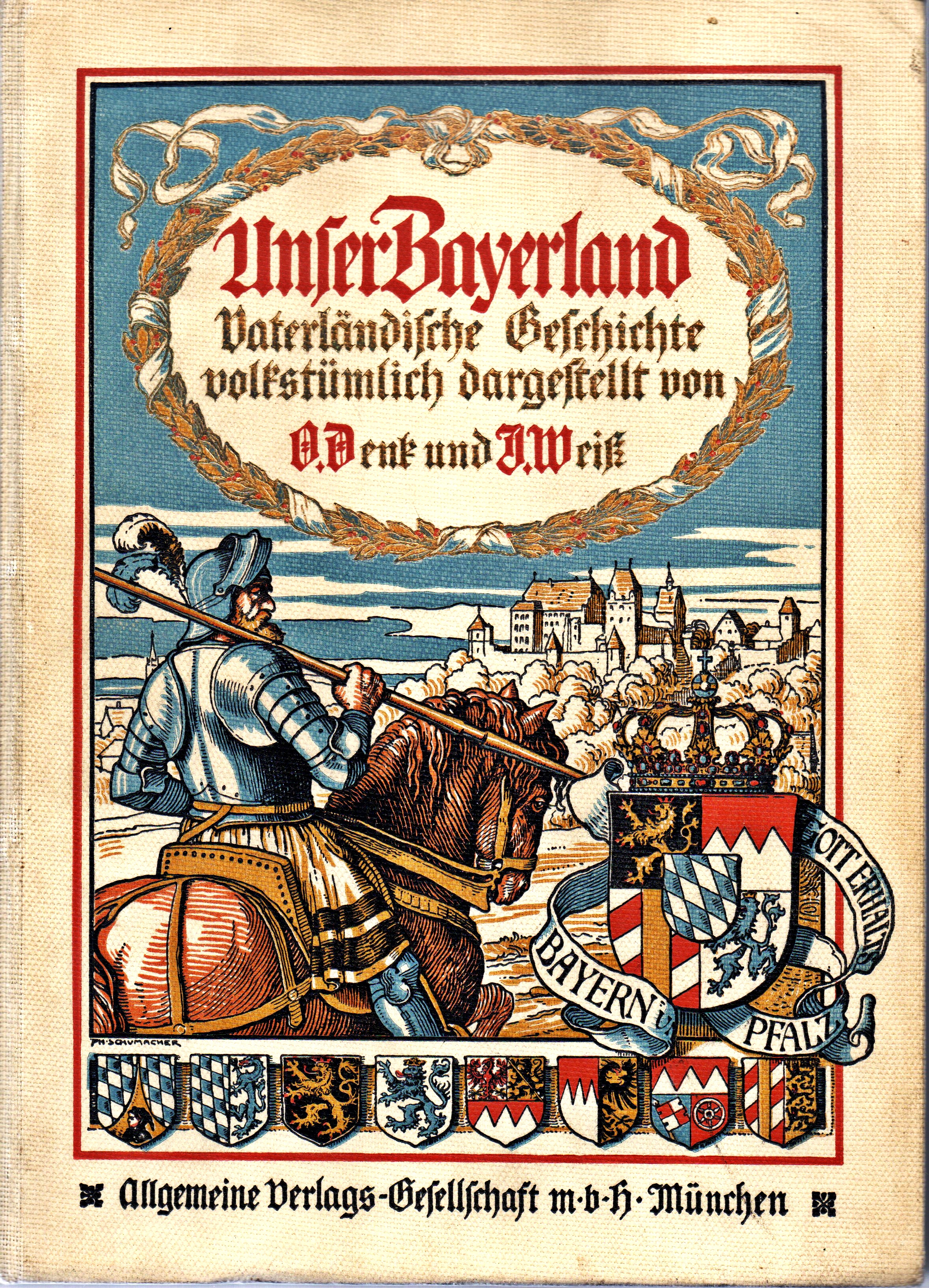
Bucheinband Unser Bayerland, 1906, mit Künstlersignatur
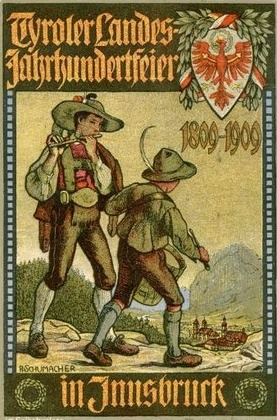
Plakat zur Tiroler Landesfeier 1809–1909
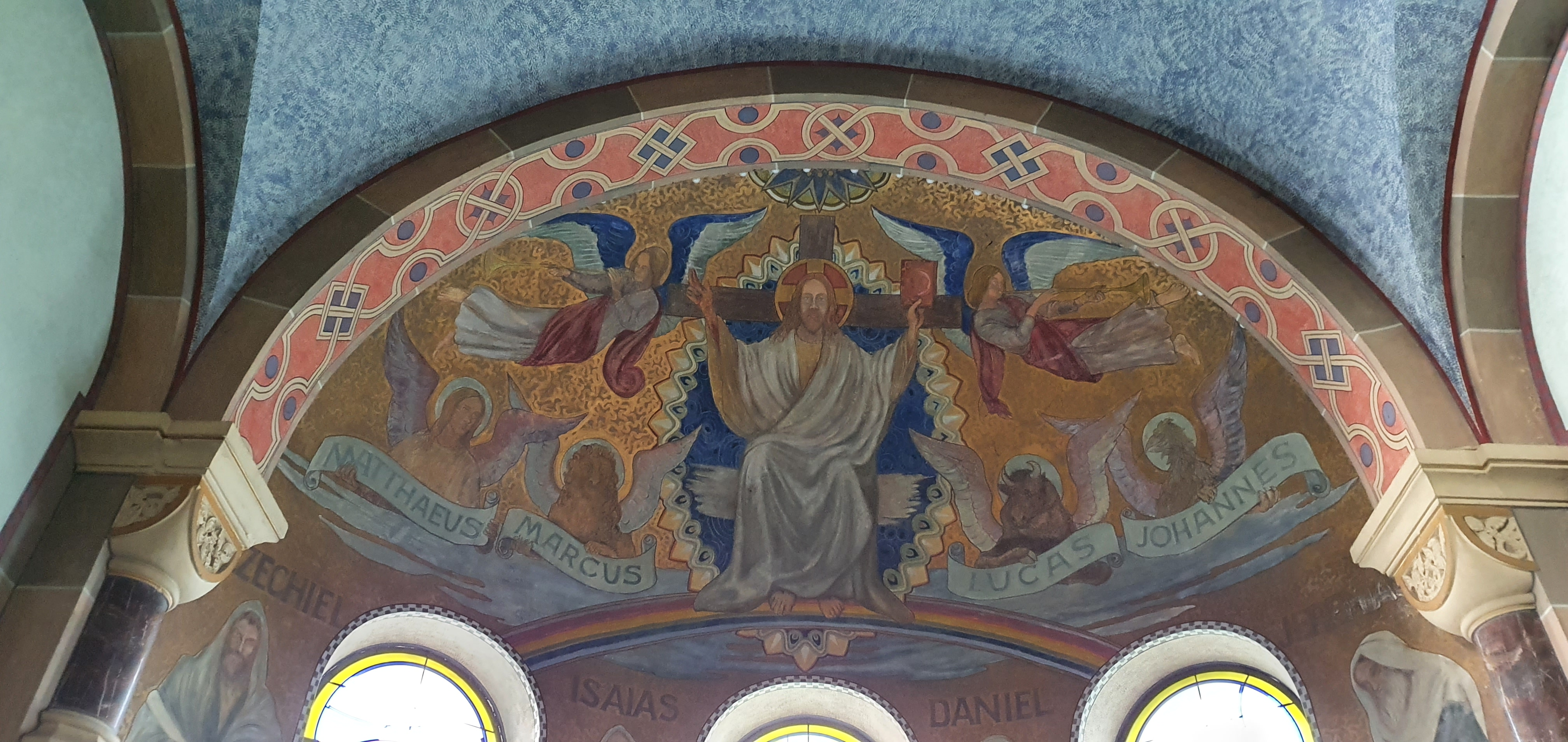
Chorraum in St. Willibrord in Euchen
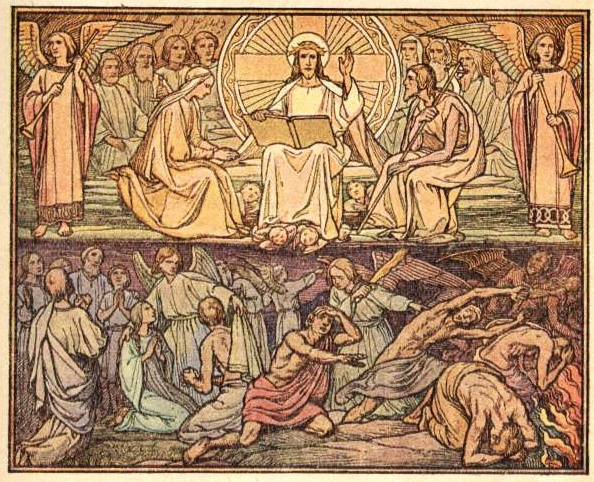
Weltgericht, aus dem Katholischen Religionsbüchlein für das Bistum Speyer, 1951
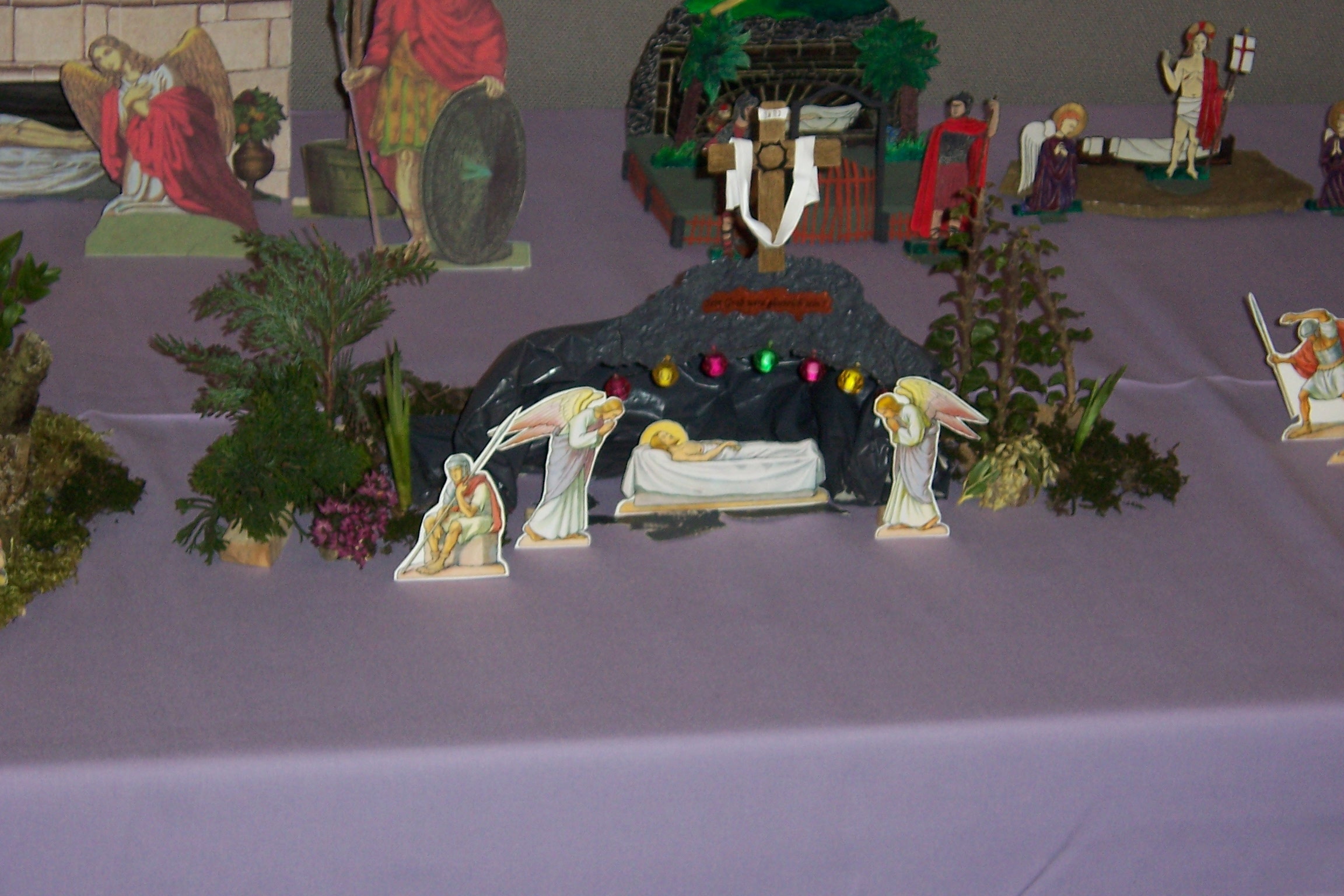
Passionskrippe (Ausschneidebögen) von Philipp Schumacher: Das Heilige Grab